# Norman Jewison
Norman Frederick Jewison CC (Toronto, 21 luglio 1926 – Los Angeles, 20 gennaio 2024) è stato un regista e produttore cinematografico canadese.

## Biografia
Fu tre volte candidato al premio Oscar al miglior regista e fu insignito del Premio Irving G. Thalberg nel 1999 per essere stato uno dei più creativi produttori del cinema americano. Tra i tanti film da lui diretti si ricordano La calda notte dell'ispettore Tibbs, Il violinista sul tetto, Jesus Christ Superstar, Rollerball, Agnese di Dio e Stregata dalla luna.
Jewison morì a Los Angeles il 20 gennaio 2024 all'età di 97 anni.

## Vita privata
Con la prima moglie Margaret Ann Dixon fu sposato dal 1953 al 2004, rimanendo quindi vedovo. La coppia ebbe tre figli. Jewison contrasse un nuovo matrimonio nel 2010.

## Filmografia

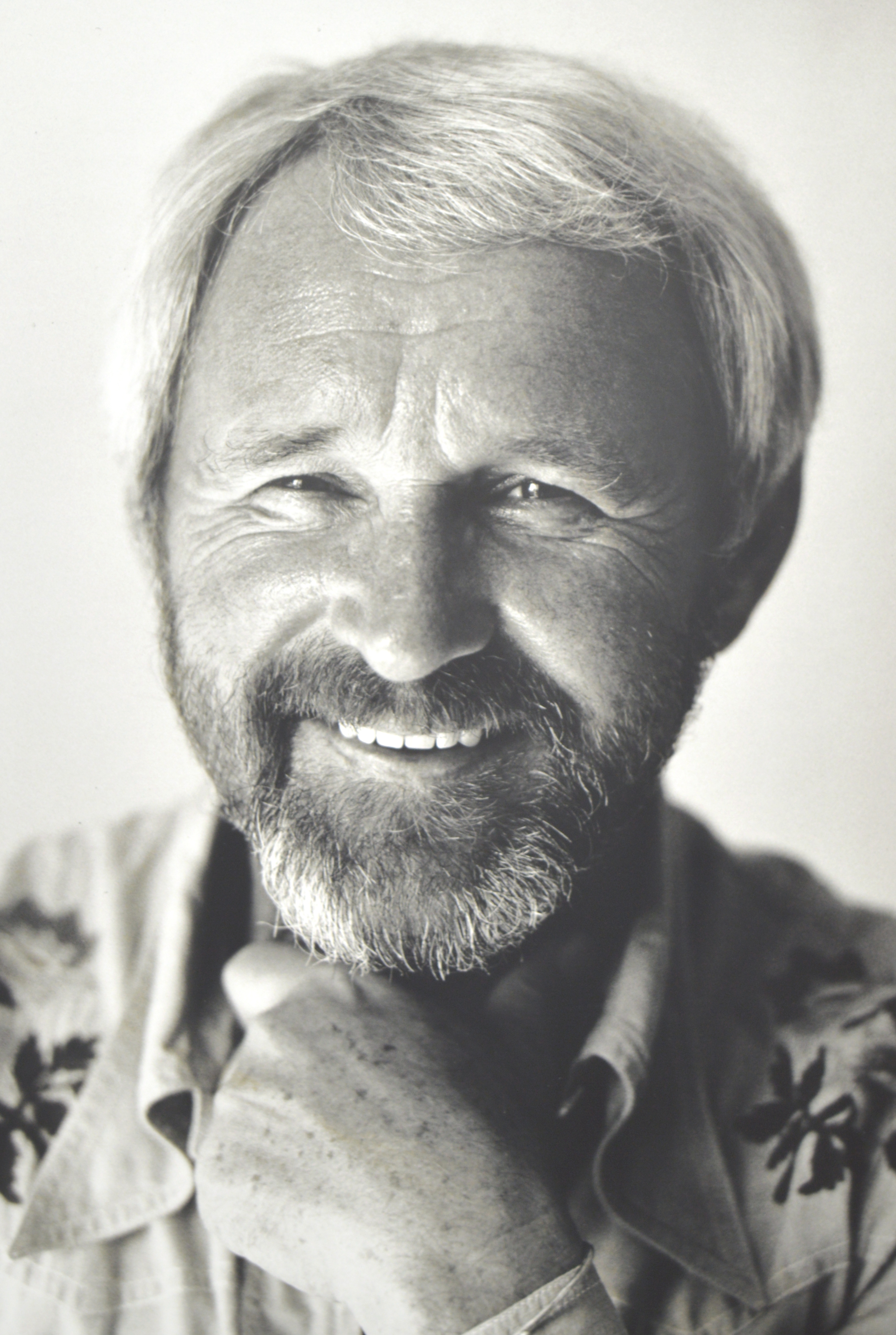
Norman Jewison fotografato da Gail Harvey

### Regista
- The Fabulous Fifties (1960) - Documentario
- 20 chili di guai!... e una tonnellata di gioia! (40 Pounds of Trouble) (1962)
- Quel certo non so che (The Thrill of It All) (1963)
- Non mandarmi fiori! (Send Me No Flowers) (1964)
- L'arte di amare (The Art of Love) (1965)
- Cincinnati Kid (The Cincinnati Kid) (1965)
- Arrivano i russi, arrivano i russi (The Russians Are Coming, the Russians Are Coming) (1966)
- La calda notte dell'ispettore Tibbs (In the Heat of the Night) (1967)
- Il caso Thomas Crown (The Thomas Crown Affair) (1968)
- Chicago Chicago (Gaily, Gaily) (1969)
- Il violinista sul tetto (Fiddler on the Roof) (1971)
- Jesus Christ Superstar (1973)
- Rollerball (1975)
- F.I.S.T. (1978)
- ...e giustizia per tutti (...And Justice for All) (1979)
- Amici come prima (Best Friends) (1982)
- Storia di un soldato (A Soldier's Story) (1984)
- Agnese di Dio (Agnes of God) (1985)
- Stregata dalla luna (Moonstruck) (1987)
- Vietnam: verità da dimenticare (In Country) (1989)
- I soldi degli altri (Other People's Money) (1991)
- Only You - Amore a prima vista (Only You) (1994)
- Bogus - L'amico immaginario (Bogus) (1996)
- Hurricane - Il grido dell'innocenza (The Hurricane) (1999)
- A cena da amici (Dinner with Friends) (2001) - Film TV
- La sentenza (The Statement) (2003)